# Ursad
Ursad – wieś w Rumunii, w okręgu Bihor, w gminie Șoimi. W 2011 roku liczyła 165 mieszkańców.